# Міхай-Вітязу (Клуж)
Міхай-Вітязу (рум. Mihai Viteazu) — село у повіті Клуж в Румунії. Входить до складу комуни Міхай-Вітязу.
Село розташоване на відстані 296 км на північний захід від Бухареста, 28 км на південний схід від Клуж-Напоки.

## Населення
За даними перепису населення 2002 року у селі проживали 4373 особи.
Національний склад населення села:
| Національність | Кількість осіб | Відсоток |
| -------------- | -------------- | -------- |
| румуни         | 3246           | 74,2%    |
| угорці         | 1097           | 25,1%    |
| цигани         | 29             | 0,7%     |

Рідною мовою назвали:
| Мова      | Кількість осіб | Відсоток |
| --------- | -------------- | -------- |
| румунська | 3281           | 75,0%    |
| угорська  | 1084           | 24,8%    |
| циганська | 6              | 0,1%     |